# تاكيفومي توما
تاكيفومي توما (باليابانية: 當間 建文) (21 مارس 1989 في ناها في اليابان – )؛ هو لاعب كرة قدم ياباني سابق كان يلعب كمدافع.

## وصلات خارجية
- تاكيفومي توما على موقع رابطة كرة القدم اليابانية للمحترفين (اليابانية)
- تاكيفومي توما على موقع قاعدة بيانات كرة القدم.إي يو (الإنجليزية)
- تاكيفومي توما على موقع Soccerway.com (الإنجليزية)
- تاكيفومي توما على موقع عالم كرة القدم.نت (الإنجليزية)
- تاكيفومي توما على موقع كووورة